# Gustav Karl Wilhelm Hermann Karsten
Gustav Karl Wilhelm Hermann Karsten (Stralsund, 1817. november 6. – Zoppot, 1908. július 10.) német botanikus, geológus és utazó. Botanikai szakmunkákban nevének rövidítése: „H.Karst.”.

## Élete
Berlinben magántanárrá habilitáltatta magát, aztán (1843-1847 és 1848-1856 között) utazott Venezuelában, Új-Granadában és Ecuadorban; ezen utazása eredményeit irodalmilag is feldolgozta és azután Berlinben a botanika tanára lett. 1868-ban ugyanilyen minőségben Bécsbe hívták meg; 1872-ben nyugalomba vonult és ezt követően Svájcban élt.

## Munkássága
A trópusi vegetáció anatómiai vizsgálatából levezette valamennyi növénynek alapul szolgáló szerkezeti egyesítettségét, s arra az eredményre jutott, hogy a sejt nedvében levő oldott anyagoknak nem a kémiai rokonság ereje, hanem a sejtfalban történő kémiai és fizikai működés hozza létre a szerves vegyületeket. A ragály sejtjei ő szerinte sem nem moszat, sem nem gomba, hanem normális sejteknek patologikus fejlődésfoka.

## Művei
- Das Geschlechtsleben der Pflanzen und die Parthenogenesis (Berlin, 1860)
- Histologische Untersuchungen (Berlin, 1862)
- Entwickelungs-erscheinungen der organischen Zelle (Lipcse, 1863)
- Chemismus der Pflanzenzelle (Bécs, 1869)
- Zur Geschichte der Botanik (Berlin, 1870)
- Fäulnis und Ansteckung (Schaffhausen, 1872)
- Studien zur Urgeschichte des Menschen in einer Höhle des Schaffhauser Jura (Zürich, 1874)
- Deutsche Flora, pharmazeutisch-medizinische Botanik (Berlin, 1883)
- Flora Columbiae (Berlin, 1858-69, 2 kötet)
- Gesammelte Beiträge zur Anatomie und Physiologie der Pflanzen (Berlin, I. 1865, II. 1890)
- Parthenogenesis und Generationswechsel (Berlin, 1888)
- Géologie de la Colombie (Berlin, 1886)

Szerkesztette a Botanischen Untersuchungen aus dem Physiologischen Laboratorium der Landwirtschaftlichen Lehranstalt in Berlin című füzeteket (Berlin, 1865-67, 6 füzet).